# Lijst van Batrachylidae
Onderstaand een lijst van alle soorten kikkers uit de familie Batrachylidae. De lijst is gebaseerd op Amphibian Species of the World.
- Soort Atelognathus ceii
- Soort Atelognathus nitoi
- Soort Atelognathus patagonicus
- Soort Atelognathus praebasalticus
- Soort Atelognathus reverberii
- Soort Atelognathus salai
- Soort Atelognathus solitarius
- Soort Batrachyla antartandica
- Soort Batrachyla fitzroya
- Soort Batrachyla leptopus
- Soort Batrachyla nibaldoi
- Soort Batrachyla taeniata
- Soort Chaltenobatrachus grandisonae
- Soort Hylorina sylvatica